# 東瓦町 (名古屋市)
東瓦町（ひがしかわらまち）は、愛知県名古屋市中区の地名。

## 歴史

### 町名の由来
名古屋城築城に際して駿府より移住した瓦職人により瓦製造が行われていたことに由来する。

### 沿革
- 1773年（安永2年） - 町家が成立する[5]。
- 1878年（明治11年）12月20日 - 東瓦町上ノ切・東ノ切・南横町・外田小路・天王小路・名古屋新田東ノ切の一部が東瓦町となる[5]。
- 1889年（明治22年）10月1日 - 名古屋市成立に伴い、同市東瓦町となる。
- 1908年（明治41年）4月1日 - 中区成立に伴い、同区東瓦町となる[5]。
- 1913年（大正2年）3月13日 - 小川尋常小学校において開校式が行われる[6]。
- 1944年（昭和19年）2月11日 - 栄区成立に伴い、同区東瓦町となる[5]。
- 1945年（昭和20年）11月3日 - 栄区廃止に伴い、中区東瓦町となる[5]。
- 1977年（昭和52年）10月23日 - 全域が新栄一丁目に編入され消滅[1]。